# Gerry Foitik

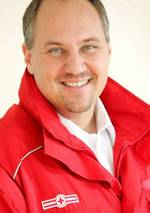
Gerry Foitik (2020)

Gerry Foitik, eigentlich Gerald Foitik (* 4. November 1970) ist ein österreichischer NGO-Manager und Bundesrettungskommandant des Österreichischen Roten Kreuzes.

## Leben
Foitik begann seine Karriere beim Roten Kreuz als freiwilliger Notfallsanitäter im Landesverband Wien. Er absolvierte das Studium der Betriebswirtschaftslehre an der Wirtschaftsuniversität Wien. Foitik ist seit 2000 hauptamtlich im Generalsekretariat des Roten Kreuzes tätig, seit 2007 in seiner jetzigen Funktion als Bundesrettungskommandant. Er ist als Mitglied der Geschäftsleitung verantwortlich für die Einsatzdienste – unter anderem für den Rettungsdienst und die Katastrophenhilfsdienste des Roten Kreuzes in ganz Österreich. Einem breiteren Publikum wurde er durch Medienauftritte während der Flüchtlingskrise 2015 sowie der Corona-Pandemie ab 2020 bekannt. Zu Beginn der COVID-19-Pandemie war er Berater der österreichischen Bundesregierung als Mitglied der Corona-Task-Force im Gesundheitsministerium. Für seine Tätigkeit dort erntete er auch Kritik: So wurde der Tätigkeit des Roten Kreuzes in dieser Frage parteipolitische Nähe zur Bundesregierung unterstellt und Foitik wurde vorgeworfen, er hätte sich für die Manipulation von Test-Zahlen ausgesprochen. Von Juni 2021 bis März 2022 war er Mitglied des Fachausschusses „COVID-19-Beraterstab“, der in den Obersten Sanitätsrat eingegliedert war. Von Dezember 2021 bis März 2022 war Foitik Mitglied der „Gesamtstaatlichen COVID-Krisenkoordination“, kurz GECKO. Im Rahmen dieser Tätigkeit hat er sich für Transparenz der Entscheidungsprozesse in der COVID-19-Pandemie ausgesprochen und diese auch aktiv thematisiert.
Als Bundesrettungskommandant war oder ist Foitik auf Bundesebene beispielsweise für die folgenden Einsätze des Österreichischen Roten Kreuzes verantwortlich:
- Fußball-Europameisterschaft 2008[13]
- Donauhochwasser 2013[14]
- Ebolafieber-Epidemie 2014 bis 2016[15]
- Menschen auf der Flucht 2015/2016[16]
- COVID-19-Pandemie in Österreich 2020 ff[17]

Gerald Foitik ist verheiratet und Vater zweier Töchter.